# 海住山長房
海住山 長房（かいじゅうせん ながふさ）は、平安時代後期から鎌倉時代にかけての公卿。参議、正三位、民部卿。この在俗時代の名を藤原長房という。出家して海住山寺二世となり、海住山民部卿入道と号す。父は参議九条光長、母は参議藤原俊経の女。家は弟の二条定高が嗣いだ。

## 経歴
以下、『公卿補任』、『尊卑分脈』の内容に従って記述する。
- 治承3年（1179年）1月19日、大膳権亮に任ぜられる。
- 寿永2年（1183年）1月5日、従五位下に除される[1]。
- 元暦元年（1184年）12月20日、民部少輔に任ぜられる。
- 文治元年（1185年）12月29日、和泉守を兼ねる。
- 文治3年（1187年）1月5日、従五位上に昇叙。
- 文治4年（1188年）10月14日、右衛門権佐に任ぜられる[2]。
- 建久元年（1190年）1月5日、正五位下に昇叙。同年4月16日、中宮大進を兼ねる。
- 建久2年（1191年）12月28日、蔵人に補される。
- 建久5年（1194年）9月17日、右少弁に任ぜられる[3]。
- 建久6年（1195年）6月2日、父の光長の喪に服す。同年7月28日、復任する。同年11月12日、蔵人と右衛門権佐を辞した。同年12月9日、左少弁に転任[4]。
- 建久9年（1198年）12月9日、右中弁に転任。
- 正治元年（1199年）9月23日、修理右宮城使を兼ねる。同年11月27日、従四位下に昇叙[5]。
- 正治2年（1200年）4月15日、春宮のもとへの昇殿を許される。
- 建仁元年（1201年）1月23日、従四位上に昇叙[6]。同年8月19日、左中弁に転任。
- 建仁2年（1202年）10月29日、蔵人頭に補される。同年閏10月24日、左宮城使を兼ねる。同年11月19日、正四位下に昇叙。
- 元久元年（1204年）4月12日、参議に任ぜられる。同年12月28日、従三位に昇叙。
- 元久2年（1205年）1月29日、近江権守を兼ねる。
- 承元3年（1209年）1月13日、参議を辞して民部卿に任ぜられる。同年2月5日、本座を許される。同年4月14日、正三位に昇叙。
- 承元4年（1210年）9月22日、解脱房貞慶を戒師として出家[7]。解脱房貞慶の後を継ぎ海住山寺二世慈心房覚真となる。
- 仁治4年（1243年）1月16日、寂す。享年75。

## 系譜
- 父：九条光長（1144-1195）
- 母：藤原俊経の娘
- 妻：不詳
  - 男子：藤原宣通
  - 男子：藤原宣房
  - 男子：長全
  - 女子：藤原資家室 - 藤原資季の母
  - 女子
  - 女子
  - 猶子：二条定高（1190-1238） - 実弟